# Marmorana platychela sicana
Marmorana platychela sicana (A. Férussac, 1822) è un mollusco gasteropode terrestre della famiglia Helicidae, endemico della Sicilia.
Questa sottospecie di Marmorana platychela, in base a recenti studi genetici, possiede caratteristiche peculiari che la rendono distinta dalle altre popolazioni siciliane di Marmorana

## Descrizione
La popolazione di Monte Pellegrino, con conchiglia di forma marcatamente globulare, risulta morfologicamente distinta dalle altre popolazioni siciliane di Marmorana.

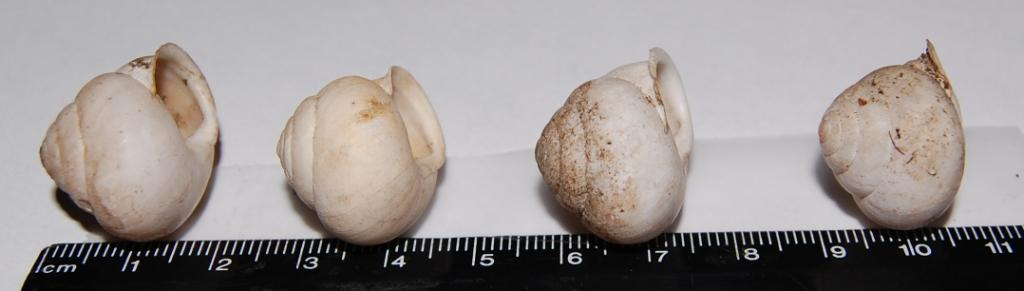

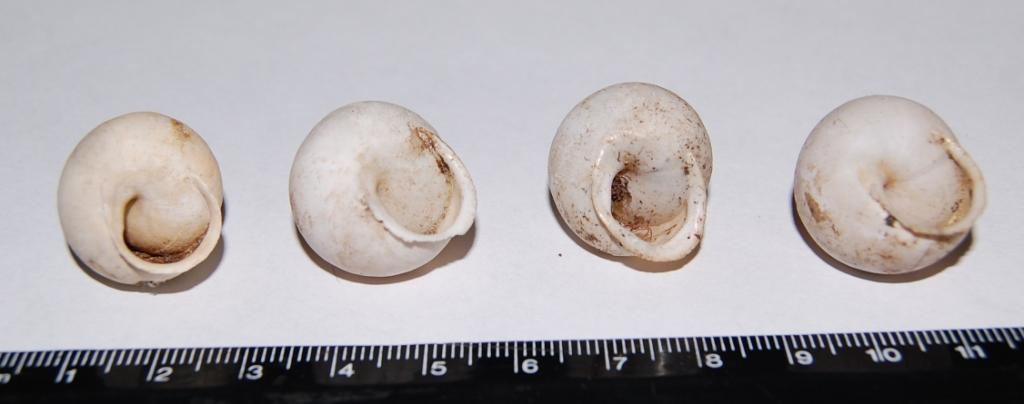
Esemplari provenienti da Monte Pellegrino

Il diametro può raggiungere 25/26 mm. La colorazione tipica è bianca, ma esistono esemplari con bande e striature brune.

Il peristoma è inspessito e riflesso all'esterno. L'ombelico è chiuso.

## Distribuzione e habitat
Questa sottospecie è endemica del Monte Pellegrino (Palermo).
Predilige substrati calcarei.

## Biologia

### Riproduzione
È una specie ermafrodita insufficiente, non in grado cioè di autofecondarsi.
Al pari degli altri Elicidi, nella fase del corteggiamento, M. platychela trafigge il partner con dardi calcarei.